# 放送記念日
放送記念日（ほうそうきねんび）とは、NHKが1943年（昭和18年）に制定した記念日。3月22日。
NHKラジオ第1放送が、1925年（大正14年）3月22日に東京府東京市芝区新芝町（現在の東京都港区芝浦3丁目）の仮送信所でラジオの仮放送を開始したことを記念して制定された（当時の様子はラジオ#日本初のラジオ放送を参照のこと）。
NHKではこの日（祝休日と重なる場合は、最直前の平日）に、NHKホールで「放送文化賞」として日本の放送界に貢献した著名人に対する表彰を行っている。